# 갈산면
갈산면(葛山面)은 대한민국 충청남도 홍성군에 딸린 면 행정구역 중의 하나이다.

## 개요
갈산면은 서해안고속도로 개통과 더불어 옛 홍주의 얼을 계승하고 있는 홍성군의 관문으로 전형적인 농촌이다. 일제강점기 청산리 전투에서 활약한 독립군 총사령관 김좌진 장군의 출생지로도 유명하다. 면 단위로는 몇몇이 안 되는 시골 5일장이 3일과 8일에 열리고 있으며, 주민들이 생산한 신선한 농산물과 천수만에서 갓 잡아온 수산물을 구입할 수 있는 5일장의 명맥을 이어가고 있는 장터이다.

## 법정리
- 가곡리
- 갈오리
- 기산리
- 내갈리
- 대사리
- 동산리
- 동성리
- 부기리
- 상촌리
- 신안리
- 쌍천리
- 오두리
- 와리
- 운곡리
- 취생리
- 행산리

## 공공·금융기관
- 갈산면 행정복지센터
- 갈산면주민자치센터
- 홍성경찰서 갈산파출소
- 홍성소방서 갈산119안전센터
- 홍성군보건소 갈산보건지소
- 홍성군보건소 산직보건지소
- 한국도로공사 홍성영업소
- 갈산우체국
- 갈산농협
- 갈산농협하나로마트
- 홍주새마을금고 갈산분소
- 갈산시장

## 문화·관광·명소
- 김좌진장군생가
- 백야기념관
- 백야공원
- 전용일가옥

## 교육기관
- 갈산초등학교 (상촌리)
  - 가곡분교 (폐교) - 갈산면 수덕사로 303 (가곡리)
- 광성초등학교 - 갈산면 갈산서길475번길 14 (취생리)
- 갈산중학교 (상촌리)
- 갈산고등학교 (상촌리)